# Cadre-47/1-Europameisterschaft 1974

Logo CEB (ausrichtender Verband)

Veranstaltungsort: Düsseldorf

Die Cadre-47/1-Europameisterschaft 1974 war das 15. Turnier in dieser Disziplin des Karambolagebillards und fand vom 17. bis zum 20. Januar 1974 in Düsseldorf statt. Es war die dritte Cadre-47/1-Europameisterschaft in Deutschland.

## Geschichte
Vor dem Start der Meisterschaft gab es einen klaren Favoriten. Der belgische Allrounder Raymond Ceulemans reiste mit einem Durchschnitt von 42,30 beim Sieg der heimischen Meisterschaft an. Er tat sich aber in Düsseldorf schwer wie andere auch. Nur der Niederländer Hans Vultink spielte durchgängig gut und wurde am Ende verdienter Sieger des Turniers. Im letzten Durchgang, wo die beiden ungeschlagenen Vultink und Ceulemans aufeinandertrafen, zeigte Vultink sein Kämpferherz und rang Ceulemans in 17 Aufnahmen mit 300:196 nieder. Der Berliner Dieter Müller hatte in der letzten Runde auch noch Chancen auf die Bronzemedaille. Aber in einem Abnutzungskampf gegen José Gálvez verlor er mit 225:300 in 26 Aufnahmen und wurde nur Fünfter.

## Turniermodus
Es wurde im Round Robin System bis 300 Punkte gespielt. Bei MP-Gleichstand wird in folgender Reihenfolge gewertet:
1. MP = Matchpunkte
2. GD = Generaldurchschnitt
3. HS = Höchstserie

## Abschlusstabelle

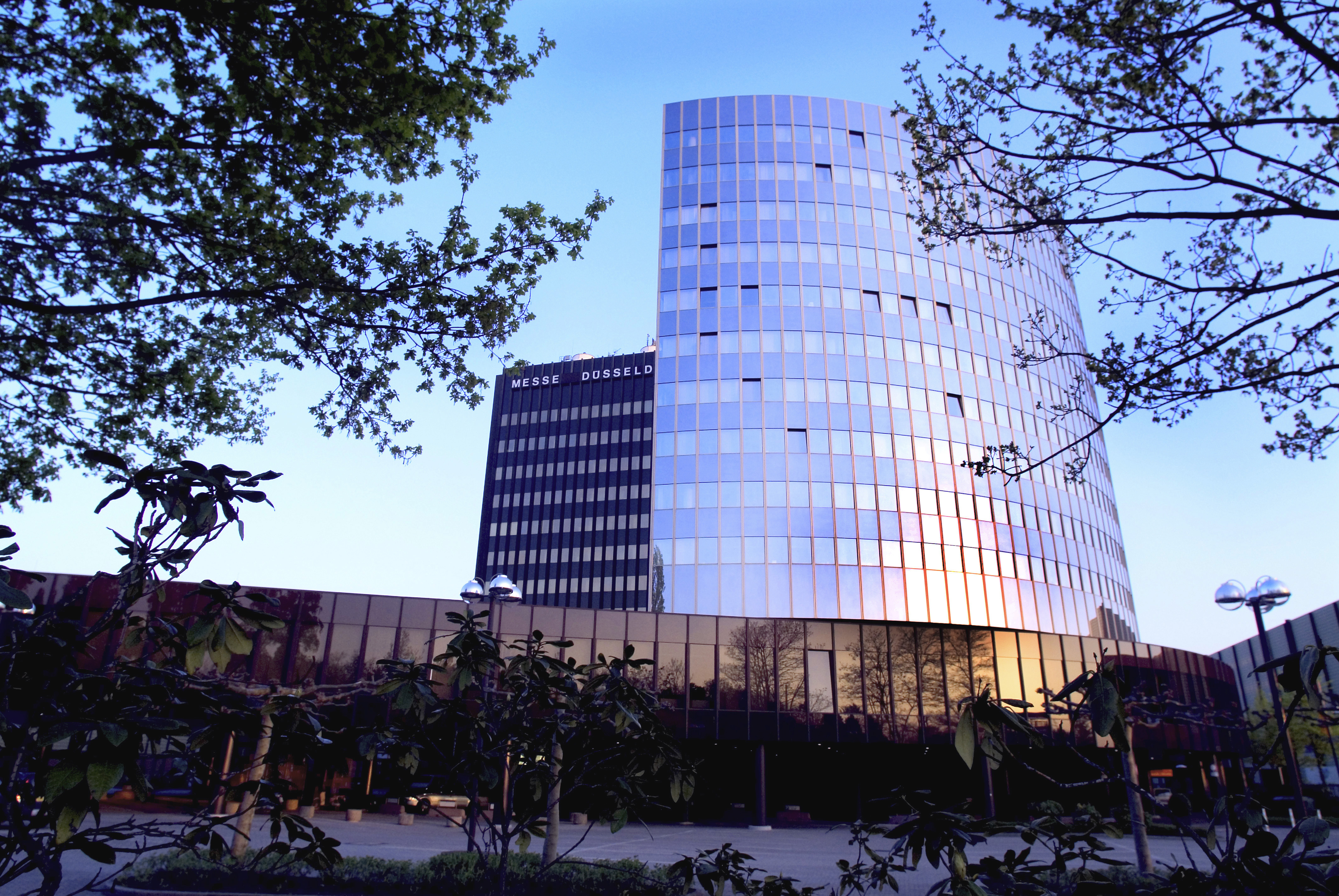
Neue Messe Düsseldorf

| MP    | Match Points (Sieger = 2; Unentschieden = 1; Verlierer = 0) |
| Pkte. | Erzielte Karambolagen                                       |
| Aufn. | Benötigte Versuche                                          |
| GD    | Generaldurchschnitt                                         |
| BED   | Bester Einzeldurchschnitt eines Spielers                    |
| HS    | Höchstserie                                                 |
|       | Bester GD des Turniers                                      |
|       | Bester ED des Turniers                                      |
|       | Beste HS des Turniers                                       |
|       | 1. Platz (Gold)                                             |
|       | 2. Platz (Silber)                                           |
|       | 3. Platz (Bronze)                                           |

| Platz                      | Name              | MP   | Pkte. | Aufn. | GD    | BED   | HS  |
| -------------------------- | ----------------- | ---- | ----- | ----- | ----- | ----- | --- |
| 1                          | Hans Vultink      | 14:0 | 2100  | 99    | 21,21 | 42,85 | 166 |
| 2                          | Raymond Ceulemans | 12:2 | 1996  | 88    | 22,68 | 37,50 | 179 |
| 3                          | Roland Dufetelle  | 7:7  | 1692  | 94    | 18,00 | 30,00 | 139 |
| 4                          | Franz Stenzel     | 6:8  | 1403  | 69    | 20,33 | 42,85 | 152 |
| 5                          | Dieter Müller     | 6:8  | 1567  | 107   | 14,64 | 75,00 | 184 |
| 6                          | José Gálvez       | 6:8  | 1582  | 112   | 14,12 | 27,27 | 87  |
| 7                          | Günter Siebert    | 3:11 | 1806  | 129   | 14,00 | 21,42 | 91  |
| 8                          | Miguel Espona     | 2:12 | 1461  | 130   | 11,23 | 10,71 | 82  |
| Turnierdurchschnitt: 16,43 |                   |      |       |       |       |       |     |